# Ben Mansfield
Ben Mansfield (* 29. Mai 1983 in Romsey, Hampshire) ist ein britischer Schauspieler. Bevor er der Besetzung von Primeval – Rückkehr der Urzeitmonster angehörte, war er in der Serie Holby City und im Film Hell Bent for Leather zu sehen.

## Leben
Mansfield wurde in Romsey, Hampshire geboren und lebte dort fünf Jahre lang, bevor er nach Norfolk mit seinen Eltern Richard und Jenny Mansfield zog. Dort besuchte er von 1991 bis 2002 das Gresham College. 2003 besuchte er die Bristol Old Vic Theatre School, die er 2006 abschloss. Von 2009 bis 2011 war er als Captain Becker in der Science-Fiction-Serie Primeval – Rückkehr der Urzeitmonster zu sehen.

## Filmografie
- 2007: Hell Bent for Leather (Kurzfilm)
- 2008: Holby City (Fernsehserie, Episode 10x12)
- 2009–2011: Primeval – Rückkehr der Urzeitmonster (Primeval) (Fernsehserie)
- 2009: Mr. Nobody
- 2015: Not Safe For Work (Fernsehserie, 2 Episoden)
- 2016: Father Brown (Fernsehserie, 1 Episode)
- 2016: Endeavour (Fernsehserie, 1 Episode)